# Amnirana nicobariensis
Amnirana nicobariensis е вид жаба от семейство Водни жаби (Ranidae). Видът не е застрашен от изчезване.

## Разпространение
Разпространен е в Бруней, Индия (Аруначал Прадеш и Никобарски острови), Индонезия (Бали, Калимантан, Суматра и Ява), Малайзия (Западна Малайзия, Сабах и Саравак), Тайланд и Филипини.

## Описание
Популацията на вида е стабилна.